# Braxton Stone
Braxton Rei Stone Papadopoulos (23 de junio de 1995), es una luchadora canadiense de estilo libre. Participó en dos Campeonatos Mundiales, consiguiendo un quinto puesto en 2015. Ganó una medalla de oro en los Juegos Panamericanos de 2015. Obtuvo la medalla de bronce en Campeonato Panamericano de 2013 y en Juegos de la Mancomunidad de 2014. Representó a su país en la Copa del Mundo de 2014 clasificándose en la 4.ª posición. Segunda en Campeonato Mundial Júnior de 2013 y tercera en 2015.